# Monisme
Monisme er en bestemt opfattelse inden for filosofi og religion. Opfattelsen går ud på, at alle verdens fænomener og processer er udgået fra ét grundprincip (en substans). Monismen står dermed i modsætning til dualismen, som er den opfattelse, at verdens fænomener og processer går ud fra to grundprincipper (to substanser), såsom ånd og materie – eller for menneskets vedkommende: sjæl og legeme.

## Filosofi
Inden for filosofi findes der tre hovedformer for monisme: materialisme, idealisme og neutral monisme.

### Materialisme
Materialisme (materialistisk monisme) eller fysikalisme er den opfattelse, at alt er materie, og at alene materielle eller fysiske objekter og deraf afledte virkninger er virkelige. Ifølge materialismen er alt sjæleligt (psykisk) i virkeligheden noget materielt, nemlig kemiske og elektriske processer i hjernen og nervesystemet. Der findes således kun én substans: den materielle substans. Der findes ingen selvstændig sjæl. ”Sjælen” er blot en funktion af hjernen og nervesystemet.
Tilhængere af materialismen er blandt andre Thomas Hobbes (1588–1679) og Julien Offray de La Mettrie (1707–1751). Mange ateistiske tænkere, som for eksempel Ernst Haeckel (1834–1919), ser den materialistiske monisme som basis for en grundlæggende religionskritik.

### Idealisme
Idealisme (idealistisk monisme) - eller mere præcist: subjektiv idealisme - er den opfattelse, at alt er ånd, og at kun åndelige processer er virkelige. Idealismen er en modsætning til materialismen, idet den hævder, at den materielle virkelighed slet ikke eksisterer. Der eksisterer kun det åndelige eller det bevidsthedsmæssige. Der findes med andre ord kun én substans: den åndelige substans.
Ordet ”idealisme” kommer af ”ide”, der i denne sammenhæng betyder ”bevidsthedsfænomen”. Idealismen siger altså, at der til syvende og sidst ikke eksisterer andet end bevidsthedsfænomener.
Det idealistiske syn på verden ses eksempelvis hos den irske filosof George Berkeley (1685-1753). Han mener, at al virkelighed er noget bevidsthedsmæssigt. Der eksisterer ikke nogen virkelighed ”derude”, uden for bevidstheden. Hvis man for eksempel iagttager en stol, så eksisterer stolen kun som et bevidsthedsfænomen, dvs. som et forestillingsbillede inde i ens bevidsthed. Når der ikke er nogen, der ser stolen og dermed får et forestillingsbillede af den, så eksisterer den ikke. Stolen eksisterer kun, når den bliver iagttaget. Berkeley bruger det latinske motto ”Esse est percipi” (”At være er at blive iagttaget”). Det giver for ham ingen mening at tale om noget ikke-sanset materielt ”bag ved” forestillingsbillederne eller ”uden for” bevidstheden.

### Neutral monisme
Neutral monisme er den opfattelse, at alt, både ånd og materie, kan føres tilbage til et tredje underliggende princip (substans), som hverken er ånd eller materie. Dette underliggende princip er ”neutralt”, for så vidt som det hverken er af materiel eller åndelig natur, men samtidig er ligeligt anlagt på begge dele. Kendte tilhængere af neutral monisme er Baruch de Spinoza, Ernst Mach (1838–1916) og Bertrand Russell (1872–1970). Neutral monisme er i store træk det samme som ”dobbeltaspektteorien”.

## Religion
Inden for religion skal ”monisme” forstås ud fra sin modsætning ”dualisme”, som er den opfattelse, at der findes tro modstridende grundkræfter i tilværelsen: Gud, som er kilden til det gode, og Djævelen, som er kilden til det onde. En sådan dualistisk opfattelse ser livet som en kamp mellem de to grundkræfter. Heroverfor står monismen med sit syn på godt og ondt som udgående fra den samme guddommelige kilde.

### Jødedommen
Det monistiske syn optræder for eksempel i den tidlige jødedom. I den jødiske Bibel (Det Gamle Testamente) står der: ”Jeg er Herren, der er ingen anden! Jeg danner lys og skaber mørke, jeg frembringer fred og skaber ulykke, jeg, Herren, frembringer alt dette.” (Esajas´ bog, 45, 6-7). Det understreges, at den eneste Gud er ophav til alt - også hvad mennesket opfatter som ondt.
I overensstemmelse hermed betragtes Satan (”modstanderen”) som en af Gudssønnerne (Jobs bog, Kap. 1,6). Satans rolle er at optræde som anklager, frister og plageånd; men han er alligevel en af Guds sønner, skabt af og underlagt Gud. I samme retning peger Første Mosebog, kap. 3,1, hvor Satan fremstilles som en slange, der er skabt af Gud (”det snedigste af alle de vilde dyr, Gud Herren havde skabt.”)

### Kinesisk religion
I den klassiske kinesiske religion (ca. 500 f Kr. – 65 e.Kr.), specielt i taoismen, havde man forestillingen om yin og yang. Yin repræsenterer det onde, det kolde, det mørke, natten og kvinden, mens yang repræsenterer det gode, det varme, det lyse, dagen og manden. Forestillingen kan umiddelbart forstås som udtryk for dualisme, men det er egentlig ikke tilfældet: Der er ikke tale om absolutte modsætninger, men om komplementære modsætninger. Yin og yang er dybest set ikke i strid med hinanden, men supplerer hinanden. De hænger sammen i en harmonisk enhed. Yin kan ikke adskilles fra yang, og yang kan ikke adskilles fra yin. Alt i verden anskues som en vekselvirkning mellem de to.
Både yin og yang indeholder kimen til sin modsætning. Yang skjult til stede i yin, og yin er skjult til stede i yang. I det kendte Yin-yang symbol (Taiji Tu) er der en hvid prik i yin og en sort prik i yang. En almindelig fortolkning går ud på, at den hvide prik i yin er kimen til yang, og at den sorte prik i yang er kimen til yin. Det leder tanken hen på den helheds-cyklus, der er i døgnet og i året: nat og dag, vinter og sommer.
Desuden er det værd at lægge mærke til, at det store hvide felt og det store sorte felt er afbildet på en sådan måde, at de ”bølger” ind i hinanden. Derved illustrerer symbolet yins og yangs indbyrdes vekslen og indbyrdes sammenhæng. "Medgang og modgang lader sig ikke adskille, for udviklingen kan ikke undvære sin hindring," hedder det i Laotses skrift Tao Te Ching. "Først tilsammen skaber de to det fuldkomne."

### New age
Religiøs monisme er også udbredt i New age. Her møder man ofte den tanke, at der er en mening med alt, hvad der sker, også de mest forfærdelige begivenheder. Tragedier og lidelser er en del af en guddommelig ”læreproces” eller ”erfaringsdannelse”. Tilværelsens modsætninger er udgået fra en grundlæggende guddommelig enhed, og de er forenet på et dybt værensplan.
En sådan tankegang findes eksempelvis hos danskeren Martinus Thomsen (1890-1981). Han siger:
”Al død og undergang, offer og undertrykkelse er i virkeligheden livets port, er den mørke baggrund, uden hvilken det ville være umuligt at male livets lyse billede, er den mørke grav, der nødvendigvis må til, for at en opstandelse til lyset overhovedet kan finde sted, er det nødvendige ’onde’, der må til, for at en fornemmelse af noget ’bedre’ kan skabes, idet det jo netop er på denne fornemmelse, at al evne til at opleve glæde består. Glæden er nemlig i sin højeste analyse det samme som reaktionen af overgangen fra mørke til lys, fra sygdom til sundhed, fra nød til hjælp, fra smerte til lindring, fra armod til velstand, fra primitivitet til intellektualitet, osv.” (Logik, s. 67)
Inden for religion står monistisk lære tæt på panteisme og panenteisme, som anser det guddommelige for at være til stede i alle aspekter af virkeligheden.